# رابرتاس ریماس
رابرتاس ریماس (انگلیسی: Robertas Rimas؛ زادهٔ ۵ ژوئیهٔ ۱۹۷۱) جودوکار اهل لیتوانی است.